# NGC 2167
Désignations
NGC 2167, également désignée HD 41794, est une étoile située dans la constellation de la Licorne. 
L'astronome britannique John Herschel a enregistré la position de cette étoile le 8 janvier 1831.

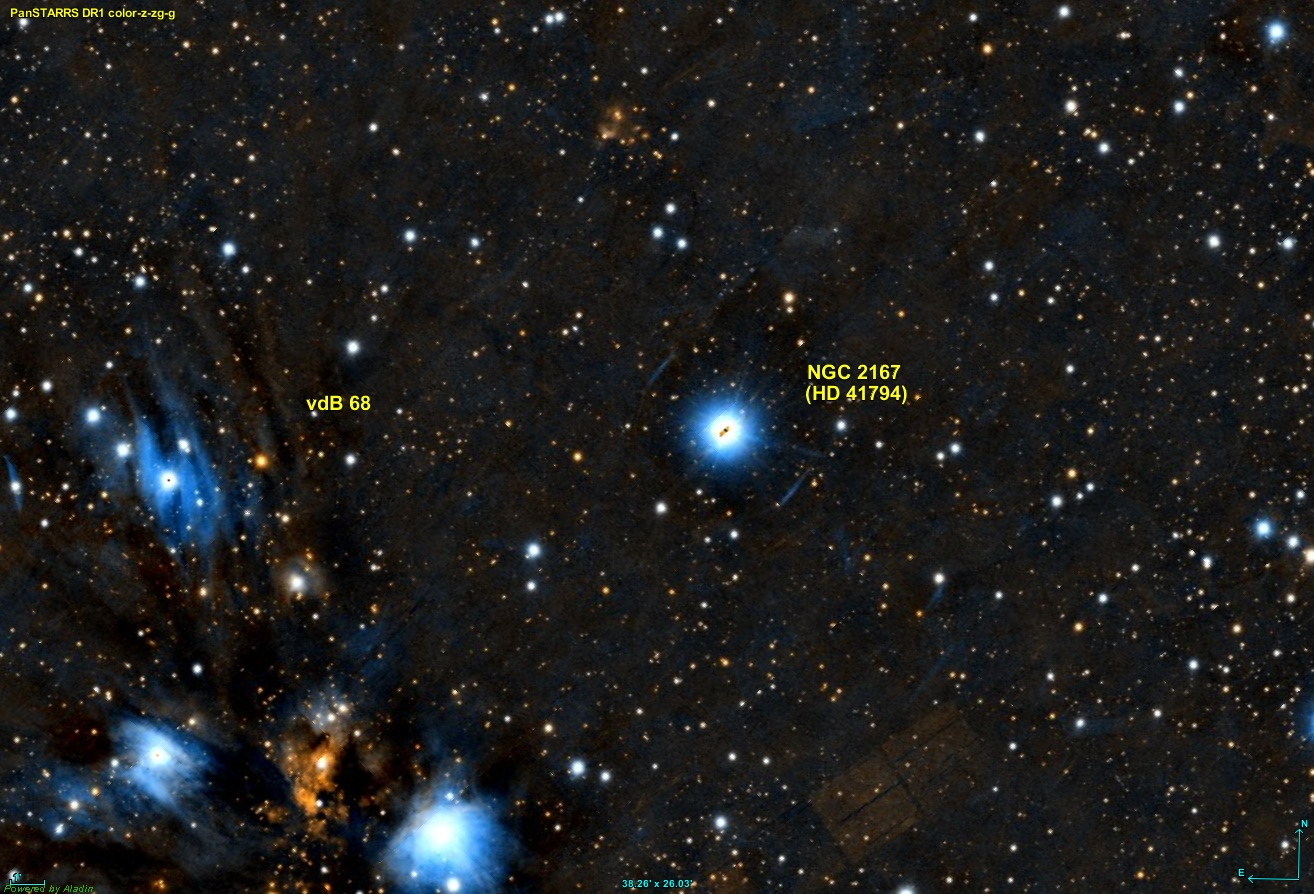
NGC 2167 est quelquefois confondu avec la nébuleuse par réflexion vdB 68.